# تپه سید کریم
تپه سید کریم مربوط به هزاره ۲و ۱قم است و در شهرستان سقز، بخش زیویه، روستای کوپه قران واقع شده و این اثر در تاریخ ۲۳ شهریور ۱۳۸۲ با شمارهٔ ثبت ۱۰۰۹۰ به‌عنوان یکی از آثار ملی ایران به ثبت رسیده است.